# Erythrodiplax fervida
Erythrodiplax fervida is een libellensoort uit de familie van de korenbouten (Libellulidae), onderorde echte libellen (Anisoptera).
De wetenschappelijke naam Erythrodiplax fervida is voor het eerst geldig gepubliceerd in 1848 door Erichson.